# 6995 Minoyama
6995 Minoyama (1996 BZ1) là một tiểu hành tinh vành đai chính được phát hiện ngày 24 tháng 1 năm 1996 bởi T. Kobayashi ở Oizumi.